# Щиборин, Борис Алексеевич
Бори́с Алексе́евич Щибо́рин (27 мая 1936 — 28 февраля 2021) — советский и российский дипломат. Чрезвычайный и полномочный посол (1993).

## Биография
Сын дипломата Алексея Дмитриевича Щиборина (1912—1988).
В 1960 году окончил МГИМО МИД СССР, впоследствии — Дипломатическую академию МИД СССР. Трудовую деятельность начал в должности переводчика Посольства СССР в Королевстве Ливия.
Работал в Первом Африканском отделе, Третьем Африканском отделе, отделе стран Ближнего Востока, Управлении стран Ближнего Востока и Северной Африки МИД СССР и в Департаменте по вопросам безопасности и разоружения МИД России.
С 15 февраля 1991 по 23 августа 1996 года — чрезвычайный и полномочный посол СССР, затем (с декабря 1991) Российской Федерации в Тунисе.
Похоронен на Кунцевском кладбище в Москве, рядом с могилой отца Алексея Дмитриевича Щиборина.

## Семья
Женат, имеет сына.

## Дипломатический ранг
- Чрезвычайный и полномочный посол (18 октября 1993)[4].